# خربقان خردبرگ
خربقان خُردبرگ (نام علمی: Epipactis microphylla) نام یک گونه از تیره ثعلبیان است.